# María del Carmen Casco de Aguer
María del Carmen Casco de Aguer (Itacaruaré, 18 de octubre de 1917-Ezeiza, mayo de 2003) fue una maestra, poetisa y política argentina del Partido Justicialista, que se desempeñó como senadora nacional por la entonces provincia Presidente Perón (actual Chaco) entre 1953 y 1955.

## Biografía
Nació en octubre de 1917 en Itacaruaré en el entonces Territorio Nacional de Misiones. Estudió magisterio en la provincia de Corrientes, ejerciendo la docencia en las localidades de Villa Ángela, Puerto Tirol y Resistencia en Chaco hasta 1953.
Adhirió al peronismo, integrando el Partido Peronista Femenino. Presidió el Ateneo Eva Perón y fue censista.
Junto con Eduardo Pío Ruiz Villasuso, en 1952 se convirtieron en los primeros senadores nacionales de la nueva provincia Presidente Perón (actual Chaco). En el Senado presidió la Comisión de Educación y el bloque peronista. En 1954 participó en la Asamblea de la Unión Interparlamentaria en Viena (Austria). No pudo finalizar su mandato, que se extendía hasta 1958, por el golpe de Estado de septiembre de 1955.
En 1994 integró la Convención Constituyente que realizó la reforma constitucional argentina de 1994 representando a la provincia de Buenos Aires. Allí presentó un proyecto sobre educación que fue incluido en la reforma.
Paralelo a su actividades, publicó poesías. Su primer libro lo editó en 1951 compuesto por 16 obras. Fue miembro de la Sociedad Argentina de Escritores y ganó premios literarios en Argentina y España. En 1997 publicó su última obra, titulada Eternidad y Gloria a Eva Perón.
En 1953 se había radicado en Ezeiza (provincia de Buenos Aires), donde residió hasta su fallecimiento en mayo de 2003. En 1999 había sido declarada ciudadana ilustre de dicha localidad, y en 1996, distinguida por la Cámara de Diputados de la Provincia de Buenos Aires.